# Johan Svanberg
Johan Frithiof Isidor "John" Svanberg (Estocolm, 1 de maig de 1881 – Estats Units, 11 de setembre de 1957) va ser un atleta suec, especialitzat en les curses de fons, que va competir a primers del segle xx.
El 1906 va prendre part en els Jocs Intercalats d'Atenes, on disputà dues proves del programa d'atletisme en què guanyà la medalla de plata: les 5 milles i la marató.
Dos anys més tard diputà els Jocs d'Estocolm, on guanyà el bronze en la cursa de les 5 milles. En la marató acabà vuitè, mentre en les tres milles per equips quedà eliminat en les rondes preliminars.